# ويليام رودس (سياسي)
ويليام رودس هو سياسي كندي، ولد في 29 نوفمبر 1821 في المملكة المتحدة، وتوفي في 16 فبراير 1892 في كندا. حزبياً، نشط في حزب كيبيك الليبرالي. وقد انتخب عضو الجمعية الوطنية في كيبك ‏.